# Oscar Fernández Oblitas
Oscar A. Fernández Oblitas fue un político peruano.
Fue elegido diputado por la provincia de Calca en 1939 con 369 votos durante el primer gobierno del presidente Manuel Prado Ugarteche.